# Episodi di The Affair - Una relazione pericolosa (quinta stagione)
La quinta e ultima stagione della serie televisiva The Affair - Una relazione pericolosa (The Affair), composta da undici episodi, è stata trasmessa sul canale statunitense via cavo Showtime dal 25 agosto al 3 novembre 2019.
In Italia, la stagione è andata in onda sul canale satellitare Sky Atlantic dal 5 novembre al 10 dicembre 2019.
Julia Goldani Telles rientra nel cast principale della serie, al quale si aggiunge Sanaa Lathan e Anna Paquin. Omar Metwally, Catalina Sandino Moreno e Jake Siciliano riappaiono come guest star.
| nº | Titolo originale | Titolo italiano               | Prima TV USA      | Prima TV Italia  |
| -- | ---------------- | ----------------------------- | ----------------- | ---------------- |
| 1  | 501              | Dirsi addio                   | 25 agosto 2019    | 5 novembre 2019  |
| 2  | 502              | E spuntarono le piante del tè | 1º settembre 2019 | 5 novembre 2019  |
| 3  | 503              | Un nuovo amore                | 8 settembre 2019  | 12 novembre 2019 |
| 4  | 504              | Halloween                     | 15 settembre 2019 | 12 novembre 2019 |
| 5  | 505              | Bianco è il colore del lutto  | 22 settembre 2019 | 19 novembre 2019 |
| 6  | 506              | Rivelazioni                   | 29 settembre 2019 | 19 novembre 2019 |
| 7  | 507              | Un tuffo nel passato          | 6 ottobre 2019    | 26 novembre 2019 |
| 8  | 508              | La situazione spinosa         | 13 ottobre 2019   | 26 novembre 2019 |
| 9  | 509              | Sotto accusa                  | 20 ottobre 2019   | 3 dicembre 2019  |
| 10 | 510              | Confessioni                   | 27 ottobre 2019   | 3 dicembre 2019  |
| 11 | 511              | Fino alla fine                | 3 novembre 2019   | 10 dicembre 2019 |

## Dirsi addio
- Titolo originale: 501
- Diretto da: Colin Bucksey
- Scritto da: Sarah Treem

### Trama
Sono passati alcuni mesi dalla morte di Alison, ormai resta poco da vivere a Vic, il quale viene portato a casa sua, passa tutte le giornate sul letto, del tutto incosciente, mentre Sierra dà alla luce il loro bambino, Eddie. Mentre Helen rimane sola con Vic, arriva Sierra, con il piccolo, e lo appoggia sul corpo privo di sensi del padre, il quale muore subito dopo. Noah va a pranzo con la star del cinema Sasha Mann che è molto interessato e recitare e dirigere un film sul suo libro La discesa e sarà proprio lui a impersonare il ruolo di Noah nella pellicola. Noah e Janelle vanno al funerale di Vic al quale prendono parte i suoi genitori, oltre a Helen, Margaret, Bruce, Sierra, Trevor, Stacey, Martin, Whitney e il suo fidanzato Colin, con il quale a breve convolerà a nozze. Helen ora deve fare i conti con il dolore per la perdita di Vic. 
Anno 2053, Joanie, la figlia di Cole e Alison, ormai diventata una donna, è sposata con Paul con il quale ha adottato due bambine, Medaline e Thea. A stento mostra affetto nei confronti della sua famiglia, e si imbottisce di pillole. Hanno da poco festeggiato il sesto compleanno di Medaline, tra l'altro anche se a breve Joanie compirà gli anni, non intende festeggiare il suo compleanno dato che a breve avrà la stessa età che aveva Alison quando è morta. Mentre Paul ha un rapporto sessuale con sua moglie, nota che Joanie è turbata e lei si limita a dirgli che sente la mancanza di Cole.

## E spuntarono le piante del tè
- Titolo originale: 502
- Diretto da: Colin Bucksey
- Scritto da: Katie Robbins e Jaquén Castellanos

### Trama
Janelle, dopo aver lasciato subito Noah da solo al funerale di Vic, va da Carl, per una consulenza, infatti intendono promuovere uno degli insegnanti della scuola per dirigere l'istituto insieme. Janelle si sente umiliata, infatti il consiglio di istituto non l'ha mai ritenuta una buona preside, e se accettasse questo compromesso il suo stipendio verrebbe ridotto. Sebbene lei e Carl all'inizio litigassero, rivangando i motivi che portarono al divorzio, primo tra tutti il fatto che lui la tradisse, Carl alla fine le dà un buon consiglio: rinunciare al lavoro di preside e candidarsi come consigliere scolastico dato che a breve ci saranno le elezioni distrettuali, infine i due si baciano appassionatamente. Helen, ora che sono passati tre mesi dalla morte di Vic, va a vedere il set del film che stanno girando ispirato al libro di Noah, insieme al suo ex marito e a Whitney. Sasha gira la scena ispirata al momento in cui anni prima, Helen trovò nella sua camera da letto il reggiseno di Alison, ma Sasha non è molto soddisfatto, proprio Helen gli dà dei consigli interessanti che lui apprezza sinceramente, tra l'altro, conoscendo Helen, rimane affascinato da lei. Whitney parlando con sua madre, capisce solo adesso quanto Helen abbia protetto lei e i suoi fratelli dal dolore del divorzio e dai tradimenti di Noah, ammirando che, a dispetto di tutto il dolore che Noah le ha procurato, non lo ha mai tagliato fuori dalla sua vita e da quella dei suoi figli, ma è anche per via di quel dolore che in fondo non ha mai voluto sposare Vic. Sasha invita Helen a casa sua e gioca a pallacanestro con lei, poi Helen ha una visione di Vic il quale si scusa con lei. In un momento di confidenza Helen spiega a Sasha che di recente ha perso il suo fidanzato, negli ultimi tempi ha problemi a rimanere sveglia infatti si addormenta facilmente durante le giornate, adesso Helen ha capito che Vic non tornerà mai più da lei. Sasha gentilmente le dà un po' di conforto spiegandole che la morte è semplicemente implacabile. Helen torna a casa e vede l'ultimo messaggio che Vic le aveva lasciato su una chiavetta USB: Vic esprimendo ancora una volta l'amore che provava per lei, si scusava sapendo quanto la sua morte l'avrebbe fatta soffrire, ma consigliandole di divertirsi e di essere egoista dato che per troppo tempo si è presa cura degli altri, dandole il compito di vivere anche per lui. 
Nel 2053, Joanie, che lavora come ingegnere ambientale, viaggia molto, il mondo è molto diverso a causa dei cambiamenti ambientali, benché il capo di Joanie non avesse altri incarichi da darle, lei chiede di poter fare un altro viaggio, quindi viene mandata proprio a Montauk che ormai è quasi disabitata, sconvolta dai cambiamenti climatici. Calata la notte, Joanie arriva a Montauk e decide di passare la notte nella vecchia casa di Cole che ora è disabitata, e dato la porta non si apre, Joanie entra in casa sfondando il vetro della porta. 

## Un nuovo amore
- Titolo originale: 503
- Diretto da: Steve Fierberg
- Scritto da: Itamar Moses

### Trama
Helen e Sasha hanno incominciato una relazione e questo crea non pochi fastidi a Noah il quale è geloso. Noah va a casa di Janelle, con una bottiglia di vino, trovandola in compagnia di Carl e dello staff elettorale, infatti ha deciso di candidarsi come consigliere scolastico. Lei e Carl sono tornati insieme, e Noah non trova corretto il modo in cui si è comportata con lui, è da tre mesi che non lo chiama e solo adesso ha scoperto che è tornata insieme al suo ex marito. Janelle non ritiene di doversi scusare con lui, sebbene siano usciti insieme tra lei e Noah non ha mai funzionato, pregandolo di non raccontare a nessuno della loro storia, perché se si venisse a sapere che Janelle, nel periodo in cui ha lavorato come preside, ha avuto una relazione con un insegnante del suo istituto, ciò potrebbe danneggiare la sua campagna elettorale.
Nel 2053, Joanie entra nella casa di Cole, la quale non ha nemmeno la corrente elettrica, Cole ha conservato tutte le foto di Alison su un tavolo. Joanie va in un bar scoprendo che la situazione a Montauk è praticamente disastrosa, un uragano ha colpito la città riducendo le sue risorse energetiche, e dato che la comunità non può permettersi le turbine eoliche, possono attivare la corrente elettrica solo per un limitato numero di ore al giorno. Joanie si mette a parlare con il barista e, negando di avere una famiglia, fa del sesso violento con lui.

## Halloween
- Titolo originale: 504
- Diretto da: Toa Fraser
- Scritto da: Donal Lardner Ward

### Trama
Noah vede una foto di Helen e Sasha insieme in una rivista di gossip, tra l'altro non ha più il permesso di entrare nel set cinematografico dato che Sasha non lo vuole intorno, come se non bastasse Sasha metterà il suo nome vicino a quello di Noah comparendo come coautore del film. Whitney ha delle difficoltà nella galleria d'arte dove lavora, il suo capo, Andrea, le rende la vita difficile, infatti è pigra e attaccata ai soldi, si rifiuta di stipendiarla e la obbliga a svolgere ogni tipo di mansione visto che non ha dipendenti che lavorano per lei dato che non intende pagare nessuno. Furkat si presenta alla galleria, e invita Whitney alla sua mostra, ma lei non intende andarci, la presenza di Furkat la mette a disagio, in virtù di quando la picchiò a Parigi. Helen ha incominciato a lavorare come arredatrice di interni, mentre Noah passa una piacevole mattinata con Trevor e Stacey, tra l'altro è ovvio che prova ancora dei sentimenti per Helen. Margaret rivela a Noah che Bruce è affetto da alzheimer, aveva provato a convincere Helen a tornare a vivere con loro per aiutarla, ma lei preferisce restare a Los Angeles con Sasha. Whitney è costretta ad accettare l'invito di Furkat dato che Andrea vuole prendere parte all'evento con lei, tra l'altro la ragazza è piuttosto stressata, sia per il lavoro sia per i preparativi del matrimonio; è solo lei a portare i soldi a casa, Colin è irlandese, e non essendo un cittadino americano non può essere assunto come lavoratore stipendiato, lui desidera fare il pittore, ma Whitney incomincia a vederlo soltanto come un ragazzo pigro, infatti non dà mai il suo contributo nelle faccende domestiche, e non è nemmeno sicura che lui lavori ai suoi quadri dato che Colin non le fa mai vedere i suoi dipinti. Colin pur di aiutarla sarebbe anche disposto a sposarla in municipio, in questo modo otterrebbe subito la cittadinanza e potrebbe trovarsi un lavoro e contribuire economicamente, ma Whitney è intenzionata a organizzare un matrimonio elegante nella villa di Bruce e Margaret a Montauk. A Stacey vengono le mestruazioni e quindi Noah le resta vicino, Margaret è piacevolmente sorpresa nel vedere come Noah gestisce la cosa, complimentandosi con lui dato che è tornato a essere il bravo padre di un tempo. È la sera di Halloween, e Sasha invita Helen, Trevor e Stacey alla festa che si terrà nella sua villa, Margaret propone a Noah di distruggere la relazione tra Sasha e Helen, dunque Noah va alla festa, e seduce una donna, un membro della troupe del film, rubandole il reggiseno, per poi posizionarlo nella camera da letto di Sasha per far credere a Helen che lui la tradisce, ma il piano fallisce quando viene colto in flagrante da Sasha e Helen. Whitney va alla festa di Furkat dove incontra Dashiell, un importante collezionista d'arte, poi Furkat si scusa con Whitney per quello che le fece a Parigi. Whitney si mette a fumare, poi Furkat la porta in camera da letto, e i due fanno sesso, con Dashiell che li guarda masturbandosi; Whitney è a disagio anche se Furkat le promette che Dashiell le potrà offrire un'intera galleria che lei potrà dirigere. Visibilmente disgustata da quello che ha appena fatto, Whitney torna a casa, Colin è a letto e sta dormendo, e lei si sdraia insieme a lui.
Nel 2053, Joanie si occupa della casa di Cole, per prima cosa riattiva la corrente elettrica, e poi butta nella spazzatura le foto di sua madre, i giocattoli di Gabriel e anche una scatola che Cole conservava. Joanie va al cimitero, e visto che l'auto di Cole non parte, usa la vecchia bicicletta di Alison, infine va a trovare la lapide di Cole.

## Bianco è il colore del lutto
- Titolo originale: 505
- Diretto da: Eva Vives
- Scritto da: Mike Batistick

### Trama
Sierra cerca di barcamenarsi tra Eddie e il suo lavoro, va a tenere un provino per un film basato su Madame Bovary, portando con sé il bambino, tenendolo in auto. Poi torna a casa e ad aspettarla c'è Adeline, sua madre, anche lei a suo tempo era un'attrice. Adeline sembra adorare il suo nipotino, tra l'altro viene messo in evidenza che Sierra ha un rapporto distante con la sua famiglia, ad esempio è da molto che non sente suo padre ed era all'oscuro del fatto che sta per avere un altro figlio dalla sua attuale compagna. Adeline non manca occasione per ridicolizzare sua figlia, comunque, nonostante non fosse molto convinta del suo provino, Sierra viene informata che ha ottenuto la parte da protagonista. Sierra recita il monologo davanti a sua madre che però trova sempre un pretesto per umiliarla non ritenendola una brava attrice. Le cose diventano tese tra le due quando Sierra le rinfaccia che il loro rapporto era sempre e solo in funzione delle esigenze di Adeline, infatti quando Sierra era piccola sua madre la costringeva a venire con lei nei set dove lavorava, è stato solo grazie a suo padre se alla fine andò a scuola, oltre al fatto che non è stata presente quando Eddie è nato.
Helen, dopo aver passato la notte a casa di Sasha, trova nel suo frigorifero il reggiseno che Noah voleva mettere nella camera da letto del suo fidanzato per farle credere che la tradisse. Sasha lo ha messo nel frigorifero perché non sapeva cosa farci, a quel punto Helen si scusa con lui per quello che ha fatto il suo ex marito, ma Sasha non la ritiene responsabile dei comportamenti puerili di Noah. Helen incomincia a ottenere successo come arredatrice, occupandosi della casa di Carolina, la moglie di un regista che invita a casa sua Helen e Sasha per una festa. Noah si presenta da Carolina per chiedere a Helen di ritornare con lui, dopo averle fatto le doverose scuse per quello che è successo durante la festa di Halloween. Noah afferma di amarla ancora e, facendo appello al fatto che hanno dei figli, afferma di meritare una seconda possibilità, ma Helen gli spiega chiaramente di non amarlo più, prova solo pena per lui, ricordandogli che già in passato gli aveva concesso altre possibilità ma che lui l'ha sempre ferita, lei è convinta che il desiderio di Noah di voler tornare con lei è solo una reazione al fatto che odia vederla con un altro uomo, aggiungendo che il modo in cui Noah la ama le mette paura.
Sebbene Adeline avesse promesso a Sierra che avrebbe passato la giornata con Eddie, alla fine cambia programma, probabilmente in maniera meschina è solo un modo per fare un dispetto a sua figlia per via delle sue parole, e dato che Sierra è occupata con il lavoro, chiede a Helen se può badare a Eddie, ma lei non ha il tempo per farlo quindi Stacey, gentilmente, si offre di tenere lei il bambino. Helen riceve la visita di Priya, la quale le regala un sari, anche se trova inappropriato che lei abbia già un fidanzato nonostante Vic sia morto da pochi mesi. Sierra, sul set, inizialmente ha dei problemi con la sua parte, ma poi, con un'ottima interpretazione, ottiene il consenso del regista.
Helen conosce Christianna, la figlia di Sasha, e la porta da lui, ma Sasha non è affatto felice di vederla, tra l'altro non è veramente suo padre, infatti Christianna è la figlia della sua defunta fidanzata. È appena uscita dalla riabilitazione, e vorrebbe stare a casa di Sasha almeno per un po', ma lui non la vuole intorno dopo che rubò delle opere d'arte che Sasha aveva regalato a sua madre per rivenderle, inoltre avendola fatta seguire da alcuni investigatori che lavorano per lui, sa che le sue sono solo menzogne, non è stata in riabilitazione, ma a Bali. Sasha ha capito che lei vuole solo dei soldi e le firma un assegno. Priya telefona a Helen per informarla che suo fratello sta venendo a Los Angeles, vorrebbe conoscere Eddie, ma non ha avuto il coraggio di dirgli che Vic ha avuto un bambino con un'altra donna per non infangare il suo nome, gli ha fatto credere che Helen era sua moglie e vorrebbe che lei fosse insieme a Eddie quando lo presenterà a suo fratello, ma Helen si rifiuta di farlo.
Helen e Sasha vanno alla festa di Carolina, e lì Helen ha modo di rivedere Eden, la quale ora si è sposata e ha pure dei figli, inoltre Eden è molto sorpresa nell'apprendere che Helen sta insieme a un celebre attore come Sasha. Quest'ultimo mostra un certo interesse nei confronti di Eden quando Helen, in confidenza, gli rivela di aver sempre sospettato che Noah, ai tempi in cui Eden si occupava della campagna promozionale del suo libro (quando era ancora sposato con Alison) avesse una storia con lei. Carolina ci rimane male quando scopre che Sasha non intende più lavorare con suo marito, infatti avevano in cantiere un progetto e ora Sasha ha deciso di tirarsi indietro sebbene il marito di Carolina ci contasse tanto.
Helen torna a casa e riceve una visita da Priya la quale è arrabbiata con lei, contava tanto su Helen e ci teneva a presentare sia lei sia Eddie a suo fratello, il quale voltò le spalle a Priya convincendo tutta la sua famiglia a diseredarla in quanto non aveva accettato il suo matrimonio, ma dopo aver saputo della morte di Vic era intenzionato a riallacciare i rapporti con lei. Priya afferma che amare Helen è stato il peggior sbaglio mai fatto da Vic.
Sierra e va in un night club con Leif, il regista del film, i due fanno uso di cocaina per poi fare sesso nel bagno. Sierra va a prendere Eddie a casa di Helen, ma dato che il piccolo piange, lo porta a fare un giro in auto, ma dato che è ancora sotto l'effetto della cocaina, Sierra va a sbattere con l'auto, per fortuna sia lei sia Eddie stanno bene, poi Sierra prende in braccio suo figlio e si allontana a piedi dal luogo dell'incidente.

## Rivelazioni
- Titolo originale: 506
- Diretto da: Silas Howard
- Scritto da: Sarah Sutherland e Jaquén Castellanos

### Trama
L'episodio, ambientato nel 2053, inizia con Joanie, ancora davanti alla tomba di Cole, che nota un uomo che la guarda con curiosità, lui si presenta affermando di chiamarsi EJ, è un epigenetista, sta svolgendo una ricerca sulle famiglie di Montauk. Joanie lo trova fastidioso, ma dato che la bicicletta con cui è venuta al cimitero ha le ruote sgonfie, accetta di farsi dare un passaggio da EJ con la sua auto alla spiaggia, e dato che era davanti alla lapide di Cole, non ci mette molto a capire che lei è Joanie, infatti EJ ha studiato la storia dei Lockhart, trovandola molto interessante, per via del fatto che è sempre stata una famiglia segnata dalle tragedie, dalla morte e dai problemi con la legge.
EJ confessa a Joanie di aver conosciuto Cole prima che lui morisse, lo aveva aiutato nelle sue ricerche, aveva trovato un po' di serenità nei suoi ultimi anni di vita infatti aveva sempre odiato i turisti che venivano in città, ma con il deterioramento di Montauk dovuto ai cambiamenti climatici ormai non era più un luogo di villeggiatura, e Cole di questo ne era solo felice. Arrivati in spiaggia Joanie lancia in acqua dei nano-sensori che monitoreranno la velocità di erosione, EJ le spiega che la sua ricerca si focalizza sul dolore generazione, lui studiando le famiglie ha realizzato che i figli cresciuti da genitori con un passato tormentato, sono più sensibili al dolore e che contemporaneamente sono predisposti ad affrontarlo meglio.
Joanie rimane sorpresa quando EJ le rivela che proprio sul pontile vicino alla spiaggia, Alison si tolse la vita, EJ infatti ha studiato il caso leggendo i verbali della polizia, che si trovano in un magazzino abbandonato come conseguenza di un allagamento avvenuto tempo prima. EJ porta Joanie al magazzino, e lei legge le varie dichiarazioni scritte dove sua madre veniva descritta come una donna autolesionista e depressa, motivo per cui il caso venne facilmente archiviato come suicidio. EJ riaccompagna Joanie a casa di Cole, e nota che la donna ha buttato nella spazzatura la roba di suo padre, tra cui la scatola, chiedendole se può prenderla. Mentre Joanie è tutta sola in casa, EJ le fa visita nel cuore della notte, invitandola a venire con lui in spiaggia, e i due ammirano la luna piena, infatti è una notte di superluna. Joanie confessa a EJ che la morte di Alison è stata una liberazione per lei, è sempre stata una madre incostante, e infatti la sua vita è diventata più stabile dopo la sua dipartita. Quando Joanie e EJ notano come l'acqua si ritira dal pontile proprio per via dell'effetto che la superluna esercita sulla marea, Joanie ricorda che anche il 13 ottobre nel 2021, la sera del suicidio di Alison, c'era la superluna, c'era così poca acqua sulla spiaggia che era impossibile affogare, adesso Joanie inizia a sospettare che quello di sua madre non è stato un suicidio.
Il giorno dopo Joanie torna dal marito e dalle figlie, e ricevono la visita di Luisa, ormai invecchiata, la quale cena con loro. Joanie ha sempre considerato Luisa la sua unica figura materna, e quando le due si mettono a parlare con Cole e Alison, inevitabilmente Joanie sottolinea che i ricordi più belli della sua infanzia erano legati a Montauk quando Luisa e Cole stavano insieme, ma poi, dopo la morte di Alison, quando Cole e Luisa si sono lasciati, la vita di Joanie è diventata triste, non è nemmeno sicura del fatto che sua madre l'avesse mai amata veramente, ha sempre creduto che Alison la vedesse come un rimpiazzo in sostituzione del suo defunto fratello. Luisa le spiega che l'affetto che Alison provava per lei era sincero, suggerendole però di non sprecare tempo a vivere nel passato perché Cole ha speso tempo e energia inseguendo il fantasma di Alison, mentre Joanie è fortunata dato che ha una famiglia che la ama.
Mentre Joanie è insieme a Thea e Medaline, accidentalmente finisce col fare del male a entrambe, distratta dall'allarme della piantagione di fragole. Joanie prova a spegnere l'allarme, ma in una crisi isterica finisce col distruggere le piante, Paul cerca di fermarla ricordandole che le piante servono a produrre ossigeno, ma Joanie è convinta che non servirà a nulla, il mondo sta collassando, l'aria è sempre più tossica, e non riusciranno mai a salvare il pianeta e a renderlo un posto migliore per le loro figlie. Joanie ammette di non aver mai voluto adottare Medaline e Thea, è stata un'idea di Paul quella di portarle via dal Senegal. Infine gli confessa di averlo sempre tradito con altri uomini, benché comunque sia ancora innamorata di lui. Sconcertato da tutte queste orribili rivelazioni, Paul la caccia via di casa.
Joanie va a trovare EJ a casa sua, i due imparano a conoscersi meglio, EJ ad esempio è cresciuto senza un padre, morì poco dopo la sua nascita, Joanie invece gli racconta di come Cole avesse sofferto per colpa di Alison, lo lasciò per Noah Solloway e questo gli procurò una ferita dalla quale non guarì mai, dopo la morte di sua madre, lei e Cole si sono trasferiti nel Vermont dove suo padre aprì un allevamento di cavalli, poi quando Joanie partì per l'università Cole tornò a Montauk. Joanie ammette che l'aver abbandonato Cole è stato un sollievo per lei, suo padre la amava in una maniera troppo soffocante, sposò Luisa ma non l'ha mai amata veramente e in seguito non si è più risposato e non ha più voluto frequentare altre donne, Joanie ha sempre sentito di dover essere migliore di Alison per non deludere suo padre, ma sente di aver fallito perché pensa costantemente al suicidio assumendo medicine in continuazione, cerca in ogni modo di tenersi occupata pur di non pensare a queste cose, facendo sesso violento con altri uomini o lavorando senza sosta.
Joanie confessa a EJ di non aver mai versato una lacrima per suo padre dopo la sua morte, si sente in colpa per averlo lasciato solo, infatti è morto a causa di un infarto all'età di settantaquattro anni, secondo i paramedici è morto lentamente, stava cercando di prendere le sue pillole ma non ci riuscì, ora sarebbe vivo se avesse avuto qualcuno vicino. EJ le fa capire che sta semplicemente affrontando il lutto per la morte di suo padre, incoraggiandola a dirgli tutto ciò che amava di Cole, e a quel punto Joanie ricorda di come lui amasse i cavalli, gli piaceva il surf ed era un uomo gentile e altruista. Joanie avrebbe tanto voluto che Cole incontrasse una donna da amare, che potesse stargli accanto. EJ le fa vedere la scatola di Cole che lei voleva buttare ma che Joanie gli aveva permesso di prendere, dentro, oltre alle lettere scritte dal padre di Cole, c'erano alcuni ritagli di giornale, con alcune foto di Ben Cruz, a quanto pare Cole continuava a sospettare della sua colpevolezza sulla morte della sua ex moglie. Joanie non ha idea di chi sia, poi lei e EJ fanno l'amore, infine Joanie sogna un episodio risalente a molti anni prima, quando Cole vide viva Alison per l'ultima volta, Joanie era insieme a sua madre e Cole era venuto a prendere sua figlia, in quel momento arrivò Ben il quale aveva un appuntamento con Alison; quella è stata l'unica volta che Joanie incontrò Ben. Joanie si sveglia ricordandosi che Ben era l'uomo con cui Alison usciva prima di morire, capendo adesso che è stato lui a ucciderla.

## Un tuffo nel passato
- Titolo originale: 507
- Diretto da: Steve Fierberg
- Scritto da: Sarah Sutherland

### Trama
Noah e Whitney vanno a Montauk nella villa di Margaret e Bruce per i preparativi del matrimonio, tra l'altro devono constatare che le condizioni di Bruce stanno peggiorando, ormai nemmeno li riconosce, non è nemmeno in grado di orientarsi in cucina. Noah si sente a disagio vedendo che i genitori di Helen hanno conservato una foto della figlia insieme a Vic. Margaret confessa che la loro situazione economica non è delle migliori quindi non potrà prestare a sua nipote il denaro necessario per l'organizzazione delle nozze. Noah propone dei suggerimenti per risparmiare ad esempio usando il vecchio servizio da piatti di Margaret per il ricevimento nuziale.
Quando Whitney vede il Lobster Roll ormai sotto la gestione dei nuovi proprietari, convince suo padre a mangiare lì, rievocando il giorno in cui conobbero Alison. Proprio al Lobster Roll, Noah ha modo di rivedere Luisa, la quale sta per partire verso New York, spiegando a Noah che lei e Cole si sono lasciati. Noah, dispiaciuto per lei, le augura buona fortuna, ma Luisa non vuole la sua compassione facendogli notare che per anni lei e sua madre hanno lavorato nella tenuta di Bruce e Margaret, tra l'altro Luisa ha fatto da baby sitter ai figli di Noah, e lui non l'ha mai considerata. Luisa confessa a Noah che Cole e Joanie lasceranno Montauk infatti partiranno tra qualche ora, si trasferiranno nel Vermont, in effetti Noah vorrebbe salutare la bambina visto che le ha sempre voluto bene.
Noah accompagna sua figlia in una boutique per abiti da sposa, e la sua attenzione è rivolta a un articolo di giornale che parla di Ben, sembra che sia stato arrestato per aggressione aggravata. Purtroppo il vestito che Whitney vuole comprare costa 17.000 dollari, è troppo costoso, quindi Noah trova una soluzione alternativa: farle indossare l'abito da sposa di Helen. Whitney però è sempre più insoddisfatta, confessando a suo padre che il suo stato d'animo non è dovuto ai preparativi del suo matrimonio, lei si sente in colpa per aver tradito Colin con Furkat.
Whitney non ha nessuna intenzione di tornare con Furkat, e quindi Noah le suggerisce di non dire niente a Colin se veramente vuole sposarlo. Però Noah ha capito che sua figlia ha dei ripensamenti nei confronti delle sue nozze, spiegandole che il matrimonio è una scelta che richiede una perenne costanza. Whitney però si rifiuta di lasciare Colin, perché lo considera il suo migliore amico, non vuole farlo soffrire come fece Noah con sua madre quando la abbandonò per stare con Alison. Noah le spiega che non ha mai amato Alison più di Helen, l'averla lasciata è stata una scelta dettata solo dal suo egoismo.
Noah, va a trovare Joanie, ma riceve una telefonata da Petra, giornalista di Vanity Fair la quale lo informa che Eden lo ha accusato di averla forzata ad avere dei rapporti sessuali con lui quando ha lavorato alla promozione del suo libro. A causa della notizia, Noah raggiunge la casa di Cole in ritardo, infatti non c'è più nessuno, Cole e Joanie sono già partiti per il Vermont.
Nel 2053 Joanie va a trovare Ben a casa sua. Ben ha trasformato la sua residenza in una clinica per persone che soffrono della sindrome da stress-post traumatico. Joanie si presenta sotto falso nome, facendogli credere che ha bisogno di cure e che vorrebbe diventare una sua paziente. Ben le fa firmare una liberatoria, e registra la loro seduta. Joanie lo provoca rievocando la sera della morte di Alison, i due poi giocano a carte scoperte e Ben ammette di aver capito che lei in realtà è la figlia di Alison.
Quando Joanie gli chiede se lui ha ucciso sua madre, Ben non si fa problemi a dirle di averla uccisa proprio lui. Ha passato ogni giorno a sentirsi in colpa per ciò che ha fatto, quando conobbe Alison lui seguiva una terapia che includeva l'assunzione di diversi farmaci che alteravano il suo umore, quella sera dopo il diverbio avuto con lei quando scoprì che aveva una moglie, Alison provò a scappare, ma Ben cercò di fermarla, uccidendola per errore. Non aveva il coraggio di costituirsi, ha preferito fare ammenda fondando una clinica per persone problematiche come lui. Ben le mostra la sua pistola, permettendo a Joanie di ucciderlo se questo servirà a placare la sua rabbia, ma lei afferma che sparargli sarebbe fin troppo facile, infatti lei preferirebbe ucciderlo lentamente e farlo soffrire.
Joanie va da EJ ammettendo che sta accarezzando l'idea di non denunciare Ben alla polizia dato che Ben sembra pentito di quello che ha fatto. EJ però le fa notare che non si fece nessun problema a far passare quello di Alison per un suicidio, e che comunque spetta alle autorità giudicarlo. Joanie torna a casa di Ben con due poliziotto, ma Ben nega ogni accusa avanzata da Joanie, affermando che lei è una sua paziente, mostrando la liberatoria che lei aveva firmato, e anche la registrazione dove Joanie descriveva il modo sadico e cruento con cui aveva intenzione di ucciderlo. Tra l'altro Ben si è anche sbarazzato della pistola.
La polizia non prendendo molto seriamente le palore di Joanie, fa cedere le accuse, Ben ha manipolato la situazione per farla sembrare una pazza. Rimasti soli, Ben le fa notate che anche se lo uccidesse, dopo quello che è successo, la polizia sospetterebbe subito di lei e finirebbe in prigione, e dovrà separarsi per sempre da Thea e Medaline. Joanie è sorpresa nell'apprendere che Ben è a conoscenza del fatto che lei ha una famiglia, infatti Ben da anni la tiene d'occhio tramite profili online, lui l'aveva riconosciuta subito quando lei bussò alla sua porta. Joanie sa che Ben le aveva mentito, nei polmoni di sua madre c'era dell'acqua, Ben non l'ha uccisa accidentalmente, infatti l'ha volutamente gettata in acqua. Ben si mette a provocarla affermando che lei è una debole come sua madre, e Joanie si avventa contro di lui ma Ben la scaraventa a terra, ma non intende ucciderla, avendo capito che lei non era venuta da lui per fare giustizia sulla morte di Alison, ma solo per morire, e infatti non intende darle questa soddisfazione. Ben ammette di non provare più rimorso per quello che fece ad Alison, non vuole finire in prigione perché anche quando era in Afghanistan aveva ucciso dei civili innocenti senza conseguenze, e in sostanza quello che ha fatto ad Alison non è diverso. Ben afferma di aver già pagato per le sue colpe, aggiungendo però che Joanie non è capace di stare bene con se stessa.

## La situazione spinosa
- Titolo originale: 508
- Diretto da: Colin Bucksey
- Scritto da: Kristina Woo e David Henry Hwang (soggetto); Kristina Woo e Sarah Treem (sceneggiatura)

### Trama
È il giorno del compleanno di Helen la quale tiene un colloquio di lavoro in una società di arredamento, e in effetti il colloquio si rivela migliore di quanto lei pensasse dato il successo con il lavoro a casa di Carolina. Quando torna a casa scopre però che un'assistente sociale sta aprendo un'indagine contro Sierra, infatti è probabile che le porteranno via Eddie dopo l'incidente automobilistico. Helen va a trovare Sierra, tutta la casa è in disordine, lei ormai è depressa e non ha più la forza di continuare ad accudire Eddie, comunque Helen la convince perlomeno a rimettere in ordine la casa. 
Noah è a New York e Ariel lo mette a parte di una cosa, a quanto pare Audrey, una ragazza che studiava al Livingston College ai tempi in cui Noah insegnava lì, sta scrivendo un libro di successo intitolato How To Break A Girl, un'autobiografia dove parla del suo rapporto conflittuale con un insegnante, che a quanto pare era proprio lui, e questo non giocherà a suo favore viste le accuse di molestie sessuali avanzate da Eden, infatti Ariel non nega che Noah, con il suo passato travagliato, si è fatto una brutta reputazione nel mondo letterario.
Christianna si mette in contatto con Helen dandole appuntamento nel ristorante dove lei lavora, ammettendo che Helen è diversa dalle donne che Sasha frequenta abitualmente, in effetti vorrebbe che lo convincesse a ridarle accesso al suo fondo fiduciario, i suoi nonni infatti erano persone benestanti, ma dopo la morte di sua madre Sasha si è appropriato del fondo fiduciario e non le dà mai gli assegni che le spettano. Christianna afferma che sua madre è morta a causa della droga perché è stato Sasha a iniziarla a quelle dipendenze.
Noah va a parlare con Harry della situazione, e lui affida la cosa alla sua dipendente Joyce. Noah, con un po' di imbarazzo, ammette di aver baciato Eden anche se era ancora sposato con Alison, infatti aveva tentato di tradirla, ma giura di non averla mai costretta ad avere dei rapporti sessuali con lui. Joyce afferma che la cosa migliore è evitare che Noah incontri da solo Petra, dovranno parlarle insieme, ciò nonostante Noah, andando contro il consiglio di Joyce, va a trovare Petra nel suo ufficio, per spiegarle che quello tra lui e Eden era un rapporto prevalentemente professionale. Purtroppo Petra ha in mano il libro scritto da Audrey dove Noah viene descritto come un misogino, come se non bastasse è venuta a sapere di una storia che lui ha avuto con una tirocinante nel liceo dove lavorava, nel periodo in cui lei e Helen divorziarono, infatti alla luce di tutte queste cose Noah rischia di apparire come un maschilista lascivo.
Helen va a trovare ancora una volta Sierra, proprio quando lei è in compagnia dell'assistente sociale, Helen poi prende in braccio Eddie impedendogli di giocare con un coltello. La visita dell'assistente sociale non è andata molto bene, infatti c'è il rischio che Eddie venga allontanato dalla madre e che venga affidato a un altro parente. Sierra è esausta, sta anche pensando all'idea di rinunciare a Eddie non ritenendosi una brava madre. Helen cerca di confortarla, e la invita a casa sua per festeggiare il suo compleanno.
Noah va in un ristorante con Gottlief chiedendogli un consiglio, lui gli suggerisce di pagare un investigatore affinché possa trovare qualcosa di compromettente su Eden da usare contro di lei, ma Noah non può permettersi di assumere nessuno. Noah prende un aereo per Los Angeles, e sebbene Gottlief gli avesse caldamente sconsigliato di farlo, lui va a trovare Eden a una premiazione letteraria, ma lei non intende ritirare le accuse. Noah la prende per il braccio davanti a tutti, quindi per evitare di peggiorare le cose, decide di andarsene. Sasha prende parte alla cena per il compleanno di Helen nonostante volesse portarla a San Francisco, poi arriva Adeline (che si rivela tra l'altro un'amica di vecchia data di Sasha) la quale intende aiutare Sierra in questa difficile situazione.
In realtà Adeline sembra solo preoccuparsi della sua immagine, temendo che possa essere dannoso per lei se si venisse a sapere che sua figlia ha dei problemi con i servizi sociali, quindi si farà carico lei di Eddie, mentre Sierra verrà internata in una clinica. Helen trova che sia una decisione troppo drastica, Sasha però è dell'opinione che lei non debba intromettersi, affermando che Helen si fa carico dei problemi degli altri per compensare il vuoto nella sua vita. Anche se Helen non ha ancora superato completamente il fatto che Vic l'abbia tradita con Sierra mettendola incinta, Helen non riesce a odiarla sebbene avesse anche provato a farlo, perché in definitiva Sierra è soltanto una persona patetica. Helen parla a Sasha di Christianna e della conversazione che ha tenuto con lei, Sasha però le dice che le sue sono menzogne, non è stata colpa sua se la madre di Christianna faceva uso di droghe, ed è stata lei ad affidargli il fondo fiduciario, Sasha non riesce a spedirle gli assegni con regolarità perché Christianna, essendo una truffatrice, cambia sempre indirizzo, comunque Christianna potrà reclamare la titolarità sul fondo fiduciario quando compirà venticinque anni.
Sierra accetta l'offerta di Helen, la quale le offre ospitalità a casa sua, così le darà una mano con Eddie. Adeline a quel punto mette in imbarazzo sua figlia affermando che lei usa le persone solo per compensare le sue inadeguatezze, a quel punto Sierra accusa Adeline di essere stata sempre una cattiva madre, l'ha sempre umiliata e sminuita, Helen al contrario ama i suoi figli incondizionatamente. Adeline ammette di aver commesso degli sbagli, i suoi genitori la ignoravano in continuazione e quindi lei, al contrario, è sempre stata fin troppo presente nella vita di sua figlia, finendo però col soffocarla, ma voleva solo proteggerla, sebbene Sierra affermi che sua madre è l'unica cosa di cui lei abbia veramente paura.
Adeline va via, ma non prima di ricordare a Helen che Sierra è rimasta incinta facendo sesso con il suo fidanzato. Poi arriva Noah il quale voleva fare a Helen gli auguri per il suo compleanno. Ma proprio quando Noah stava passando una piacevole serata con la sua famiglia, Helen riceve una telefonata da Vanity Fair e Noah capisce che ormai l'accusa di molestie sessuali contro di lui è stata convalidata.

## Sotto accusa
- Titolo originale: 509
- Diretto da: Allison Anders
- Scritto da: Katie Robbins

### Trama
Helen dopo aver ricevuto la telefonata di Petra, non avendole dato nessuna risposta alle sue domande, chiede a Noah se c'è qualche problema, e lui le mente affermando che va tutto bene, ma lei non gli crede. Anche il mattino dopo, mentre Noah prepara la colazione, Helen nota che è turbato, inoltre quando accompagna i suoi figli a scuola, osserva le madri degli altri ragazzi che la guardano in maniera strana. Noah alla fine è costretto a rivelarle che gli sono state mosse delle accuse per molestie sessuali, infatti Gottlief non è riuscito a convincere Eden e le altre donne a ritirare le accuse.
Whitney è a New York leggendo sul suo table l'articolo su suo padre, poi Furkat la invita a casa sua mostrandosi gentile e comprensivo con lei. Quando Whitney gli rivela che sta per sposarsi, Furkat si congratula felicemente con lei, ma quando Whitney cerca di discutere con lui di ciò che fecero quella notte, dato che a detta di Whitney lui l'aveva costretta a fare sesso con lui davanti a Dashiell, provoca la rabbia di Furkat il quale afferma di non averla obbligata a fare nulla, ricordandole che avrebbe potuto portare Colin insieme a lei alla festa ma scelse di andarci senza di lui. Furkat le fa notare che viste le accuse contro Noah la cosa potrebbe ripercuotersi anche sulla carriera di Whitney, inoltre Dashiell sta aprendo una nuova galleria e lui e Furkat volevano affidare a lei il lavoro di curatrice, ma adesso non è più sicuro di volerla aiutare. Quando Whitney rievoca ciò che successe a Parigi, quando lui la picchiò, lui nega di averle alzato le mani. Dato che Whitney deve prendere un aereo per tornare a Los Angeles Furkat la invita ad andarsene, non offrendole nemmeno un passaggio all'aeroporto.
Da quando Sierra si è trasferita da Helen inizia a sentirsi molto meglio, comunque per un po' lei e Eddie andranno a stare da Priya dato che nelle vicinanze si è scatenato un incendio, infatti tutta la città è in allerta. Helen viene a sapere che non ha ottenuto il lavoro per cui aveva fatto quel colloquio, probabilmente a causa di Noah, quest'ultimo viene a sapere dai produttori del film che il suo nome verrà cancellato dai titoli, inoltre anche il nome del film sarà diverso da quello del libro. Trevor ha fatto a pugni a scuola con il suo ragazzo dato che stava parlando male di suo padre, e ha chiesto a Sasha di venire a prendere lui e Stacey, dato che non voleva vedere suo padre. Sasha li porta a casa sua, mandando un elicottero a prendere anche Helen.
Whitney prende l'aereo e incontra per caso Audrey, sedendosi accanto a lei, chiedendole di ritrattare le cose che ha scritto su suo padre, spiegandole che sta rovinando la vita a sua madre e ai suoi fratelli, tra l'altro viste le accuse di molestie sessuali la casa editrice non intende pubblicare il nuovo romanzo di Noah, e il denaro che avrebbe dovuto guadagnare dal suo nuovo libro sarebbe servito a mantenere i suoi fratelli. Audrey è dispiaciuta per loro, e in effetti era tentata di non scrivere quel libro per non compromettere nessuno, ma poi ha cambiato idea, perché covava troppa rabbia contro Noah. Quando era una sua studentessa, lei era una sua grande ammiratrice, e in effetti era anche attratta da lui, ma Noah l'ha sminuita non ritenendola una scrittrice di talento, tanto che lei abbandonò gli studi. Audrey fa notare a Whitney che gli uomini pensano solo a conservare il loro potere, strumentalizzando le donne che sono sempre costrette a essere all'altezza delle loro aspettative, non trovando accettabile che gli uomini possano impunemente mancare di rispetto alle donne la cui opinione conta poco, e che le giovani ragazze sono attratte dagli uomini di potere solo perché in fondo vorrebbero essere come loro.
Helen raggiunge i suoi figli a casa di Sasha, il quale le consiglia di diramare un comunicato stampa per proteggere i suoi figli, le cose peggiorano quando il membro della troupe del film di Sasha racconta di quando Noah le rubò il reggiseno alla festa di Halloween, mentre Eden viene invitata in un programma televisivo, dove descrive Noah come un maniaco sessuale, parlando anche di Helen come di una casalinga ingenua. Sebbene Helen all'inizio trovasse confortevole avere Sasha al suo fianco, poi capisce che in realtà è stato lui a manipolare Petra affinché convincesse Eden e tutte le altre donne ad accanirsi contro Noah. L'idea gli era venuta alla festa a casa di Carolina, quando incontrarono Eden, e Helen in via confidenziale gli aveva parlato dei suoi sospetti sul fatto che Noah e Eden fossero amanti. Sasha voleva appropriarsi dei diritti del film, e l'accusa di molestie sessuali era il modo migliore per escludere Noah dal suo progetto. Helen non può perdonare Sasha per il modo in cui si è comportato, per via delle sue manie di grandezza ha ferito delle persone.
Whitney torna a casa e Colin pretende delle spiegazioni, dato che non si è fatta sentire. Whitney gli rivela di averlo tradito con Furkat, anche se non lo ama, infatti non prova stima nei suoi confronti, però adesso non ritiene giusto sposarsi dopo aver tradito Colin. Quest'ultimo le fa vedere il suo bellissimo quadro: è Whitney il soggetto, ha fatto un dipinto della sua fidanzata. Lui ci mette molto tempo per preparare i suoi lavori, e Whitney infatti credeva che lui non si stesse dedicando alle sue opere. Colin vorrebbe diventare un artista di successo come Furkat per dare a Whitney un tenore di vita migliore, lei credeva che Colin volesse sposarla solo per avere la green card, ma in realtà lui odia l'America, l'unico motivo per cui vuole rimanere lì è per stare con Whitney, la quale gli dichiara il suo amore.
Proprio quando i due stanno per fare sesso, ricevono la visita di Noah, il quale giura a sua figlia di essere innocente, anche se Whitney rimane turbata nel vedere la rabbia con cui Noah si esprime rivolgendosi alle donne che gli hanno mosso quelle accuse. Poi arrivano anche Helen, Stacey e Trevor, a quel punto Helen spiega che è stata colpa sua e non di Noah, ma Whitney rimane allibita dal modo in cui sua madre giustifica Noah addossandosi lei stessa la colpa. Whitney convince Colin a portare via Trevor e Stacey, infine, rimasta sola con i suoi genitori, afferma di credere alle accuse mosse da quelle donne, inoltre rimprovera sua madre perché dopo il divorzio Helen avrebbe dovuto allontanare Noah dalla sua vita, invece lo ha sempre perdonato a dispetto dei suoi errori, così facendo Whitney ha sempre creduto che certi comportamenti fossero perdonabili, e dunque ha sempre cercato uomini che la ferissero nello stesso modo in cui Noah ha ferito Helen. Infine Whitney rievoca la sera dell'uragano Alex, durante quel momento imbarazzante alla festa tra lei e suo padre, affermano che Noah tratta le donne come delle "prede". Helen pretende delle spiegazioni dal suo ex marito, mentre Whitney si chiude in camera da letto guardando il suo ritratto dipinto da Colin.

## Confessioni
- Titolo originale: 510
- Diretto da: Toa Fraser
- Scritto da: Sarah Treem e Itamar Moses (soggetto); Sarah Treem, Itamar Moses e Katie Robbins (sceneggiatura)

### Trama
Noah è costretto a raccontare a Helen quello che successe tra lui e Whitney la sera dell'uragano Alex, tra l'altro Whitney accusa Noah di essere un egoista che usa le persone per poi abbandonarle affermano che Alison probabilmente si è tolta la vita per colpa sua, e che Helen è troppo dipendente da Noah. Whitney non vuole che sia Noah a portarla all'altare, infatti ha deciso di non invitarlo al matrimonio. Helen prova a convincerla a essere più clemente con suo padre sostenendo che lui è già stato punito abbastanza per gli errori che ha commesso, ricordandole comunque che sono una famiglia e ora è indispensabile che restino uniti. Whitney però è della convinzione Helen si aggrappa a un'illusione, affermando che ormai non sono più una famiglia, e anche a costo di trasformarsi in una persona spregevole non intende diventare come sua madre.
Noah torna a casa sua, poi Colin chiede a Helen di dargli il certificato di nascita di Whitney, è indispensabile per il matrimonio. Helen va quindi a casa di Noah, infatti è lui a possedere il certificato, lo ha ottenuto dopo il divorzio. Noah però non ricorda dove lo aveva riposto, quindi lui e Helen si mettono a cercarlo, inevitabilmente però la cosa sfocia in una lite quando Helen lo accusa di aver volutamente traumatizzare Whitney durante la notte dell'uragano Alex. Noah si arrabbia non accettando queste accuse, lui è ben consapevole di aver perso sua figlia quella sera, si stavano riavvicinando negli ultimi tempi divertendosi a organizzare insieme il matrimonio ma ora Whitney lo odia.
Una guardia forestale suggerisce a Noah e Helen di abbandonare la zona, l'incendio si sta propagando, ma Noah non intende lasciare casa sua, ormai sente che gli sono rimasti solo i beni materiali, specialmente ora che i suoi figli non vogliono più avere nulla a che fare con lui. Helen prova a fargli cambiare idea ma Noah le fa notare che è inappropriato da parte sua continuare a preoccuparsi per lui dato che non è più sua moglie, e questo spinge Helen ad andarsene via da sola con rabbia.
Noah, tutto solo in casa, trova il certificato di nascita di Whitney, e anche la documentazione che Gottlief gli aveva spedito sull'indagine della morte di Scotty, tra cui la chiavetta USB dove vennero registrate le deposizione di Noah e Alison quando Jeffries li interrogò. Noah decide di ascoltare le registrazioni provando nostalgia nel sentire la voce di Alison, e anche rimpianto per non averla aiutata, inoltre riascoltando la sua stessa deposizione, ripensa a quando era sposato con Helen, e ai tempi felici trascorsi con lei e i loro figli. Noah decide di lasciare casa sua e di raggiungere Helen, la quale in auto, dà un passaggio a una giovane coppia di sposi, John e Anna, quest'ultima inoltre è incinta. A causa dell'incendio si è venuto a creare un ingorgo stradale, è impossibile procedere.
Noah, a piedi, raggiunge Helen, e la convince a percorrere il crinale a piedi, e attraversando la gola raggiungeranno una strada tagliafuoco, così saranno al sicuro, infatti restare in auto non è sicuro dato che l'incendio è a un'ora di distanza. Dato che John e Anna preferiscono restare in auto, Noah e Helen si incamminano da soli, durante il tragitto i due ritrovano l'affinità e l'affetto che li univa, comunque Noah rispettando il volere di Whitney decide di non presentarsi al suo matrimonio.
Helen gli domanda, nel caso non avesse mai conosciuto Alison, se loro due sarebbero ancora marito e moglie. Noah, benché amasse sinceramente Alison, le spiega che non è mai stata lei il vero problema, non era insoddisfatto di Helen come moglie, era solo insoddisfatto di se stesso, ci ha messo anni a scrivere il suo primo libro e non ha avuto i risultati apprezzabili che sperava, si sentiva costantemente soffocato dal successo di Bruce. Noah ammette di aver sbagliato, il suo amore con Helen è iniziato con menzogne e segreti, era arrabbiato con suo padre il quale non lo aveva mai aiutato ad accudire sua madre quando era malata, e quando conobbe Helen cercò in ogni modo di nasconderle il suo dolore e le sue preoccupazioni non volendo sembrare un debole ai suoi occhi, finendo però con l'odiarla dato che lei non riusciva a capire quanto soffrisse finendo solo per riflettere su di lei le sue frustrazioni. Dato che si sentiva un fallito, amava il fatto che una persona bisognosa di aiuto come Alison lo vedesse con occhi nuovi.
Pure Helen riconosce la sua parte di colpe, lei ha sempre finto di essere una persona indipendente e emancipata ma la verità è che ha sempre usato Noah per mettere le distanze dai suoi genitori, sapeva che Bruce lo avrebbe visto come una minaccia, Helen non ha mai difeso Noah da Bruce e Margaret lasciando che si accanissero contro di lui. Noah è dispiaciuto quando Helen gli confida quanto fosse stato difficile e umiliante per lei affrontare il divorzio dopo che Noah l'aveva lasciata per stare con Alison, infatti Helen piangeva in continuazione, non si sentiva più attraente come donna, e non ha mai ricevuto sostegno dai suoi amici.
Ormai al sicuro, Helen viene morsa da un serpente a sonagli, Noah la porta di peso, fortunatamente un'auto della polizia li soccorre e Helen viene portata in ospedale dove le viene somministrato l'antidoto e anche degli analgesici per farla riposare. Helen è fuori pericolo, e finalmente dopo tanto tempo lei e Noah si riconciliano.

## Fino alla fine
- Titolo originale: 511
- Diretto da: Sarah Treem
- Scritto da: Sarah Treem

### Trama
È il giorno del matrimonio di Whitney, che si tiene a Montauk nella villa dei suoi nonni, al quale prendono parte Helen, Margaret, Bruce, Martin, Trevor, Stacey, Sierra e anche Leif, sembra infatti che lui e Sierra siano diventati una coppia a tutti gli effetti. Sasha continua a corteggiare Helen con costosi regali, mentre Noah dà una mano con gli ultimi preparativi. I genitori di Colin non possono venire al matrimonio, infatti hanno perso l'aereo per colpa del padre di Colin, il quale, ubriaco, si è messo nei guai, quindi Noah si offre di pagare di tasca sua un altro biglietto per sua madre. Trevor, che negli ultimi tempi è sempre stato ostile con Noah, ammette di non odiarlo, avrebbe solo voluto che fosse più presente. Bruce cerca di scappare, infatti non riconosce nessuno, ma Noah lo tranquillizza, infatti Bruce lo confonde per Michael, il suo defunto fratello. Noah è costretto ad andarsene quando arriva Whitney, infatti lei non ha idea che suo padre ha preso parte ai preparativi delle nozze, Whitney rimane ferma nella sua posizione, non lo vuole al suo matrimonio. Proprio quando Helen aiuta Whitney con il vestito da sposa, ancora una volta deve fare i conti con la disarmante superficialità di sua figlia, la quale ammette che in realtà avrebbe preferito non invitare nemmeno Helen alle nozze, è solo per salvare le apparenze che ha preferito essere più clemente con lei di quanto lo sia stata con Noah. Whitney le confessa tra l'altro che non è nemmeno sicura di amare veramente Colin. Nonostante tutto Helen non raccoglie le sue provocazioni, tra l'altro lei e sua figlia condividono un bel momento quando si prendono per mano e Helen la accompagna dallo sposo. Whitney ammette che in fondo vorrebbe solo che Helen fosse felice, intanto Noah si incammina verso il motel, e una volta arrivato, viene raggiunto poco dopo da Helen, la quale ha preferito lasciare la cerimonia. Helen ammette di amarlo ancora, riconoscendo che in effetti c'è un rapporto di dipendenza che la lega a lui, aggiungendo però che quando due persone si amano e passano tanti anni insieme inevitabilmente finiscono col sviluppare una dipendenza. Noah afferma che anche se due persone si amano il loro sentimento non è sempre un bene reciproco, comunque entrambi ammettono che, sebbene si siano feriti a vicenda più di quanto abbiano fatto altre coppie, è altrettanto vero che si sono anche amati più di quanto lo abbiano fatto altre persone. Noah e Helen si mettono a ballare, e infine si baciano, facendo l'amore, e dopo tante incertezze i due ritornano insieme. Whitney si arrabbia quando scopre che Noah è a Montauk e che ha preso parte ai preparativi delle sue nozze, benché lei non lo volesse coinvolgere. Colin le rivela che è stato lui a pagare il biglietto aereo di sua madre permettendole di prendere parte alla cerimonia. Bruce, che pare aver recuperato un po' di lucidità, invita Whitney a ballare con lui, proprio Bruce le spiega che, benché servare rancore sia un suo diritto, perdonare è il modo migliore di vivere un'esistenza felice. Whitney prova avversione nei confronti del perdono ritenendo che le persone lo considerino una scusante per commettere errori, e secondo lei questo rende inutile l'importanza di fare invece le scelte giuste, ma Bruce le fa capire che odiare gli altri è sempre facile, il perdono invece è una delle poche occasioni in cui è possibile invece manifestare affetto per le persone. Whitney decide di andare da suo padre, quindi Bruce si getta in piscina creando un diversivo che permetta a Whitney, Colin, Trevor, Stacey e Martin di sgattaiolare via dalla cerimonia. Raggiunto il motel, con un po' di imbarazzo, Whitney vede dalla finestra della camera di suo padre, i suoi genitori mentre fanno sesso. Whitney decide quindi di rimanere fuori a mangiare la torta insieme al marito e ai fratelli.
Nel 2053 Joanie va al Lobster Roll e lì incontra l'attuale proprietario, che si rivela essere Noah, ormai invecchiato, il quale riconosce immediatamente Joanie. Quest'ultima, in un impeto di rabbia, gli rivela che Alison è stata uccisa, cosa che lo lascia esterrefatto. Joanie va a casa di suo padre e prende il vecchio fucile di Cole, infatti intende uccidere Ben. La donna viene raggiunta da EJ, che prova a convincerla a lasciar perdere. Joanie a quel punto gli rivela di essere sposata. EJ cerca di farla ragionare, perché se lo ucciderà finirà in prigione, e comunque niente le restituirà sua madre. EJ le fa capire che non spetta ai figli rimediare ai problemi causati dai genitori, e la convince a partire con lui per Vienna, dove EJ deve prendere parte a una conferenza. Mentre sono in auto, EJ le rivela che, sebbene il loro incontro fosse stato casuale, le loro famiglie hanno un passato in comune. Infatti lui si rivela essere Eddie, il figlio di Vic e Sierra, e questo porta Joanie ad arrabbiarsi con lui per non averglielo detto, costringendolo a fermare l'auto. Eddie comunque le fa notare che pure lei gli aveva nascosto di essere sposata, poi i due si mettono a litigare quando Joanie si mette a insultare Alison e Sierra, rimarcando come entrambe abbiano ferito Helen. Eddie le rivela che, nonostante suo padre abbia tradito Helen con Sierra mettendola incinta, Helen la perdonò, infatti Helen l'ha aiutata a crescerlo, Eddie ha voluto bene a Helen come una seconda madre aggiungendo che nel corso degli anni Sierra e Helen sono rimaste molto amiche, spesso lui e Sierra venivano a Montauk passando le loro giornate alla villa di Bruce e Margaret. Per pagarsi gli studi Eddie ha lavorato nell'edilizia a Montauk, è stato lui a ristrutturare il Lobster Roll quando Noah decise di assumerne la gestione, infatti Noah è affezionato a Eddie vedendolo come uno di famiglia. Joanie capisce quindi che l'anziano incontrato poco prima al Lobster Roll era proprio Noah, purtroppo non seguirà Eddie a Vienna, perché quello che li lega non è amore, comunque le parole di Eddie la fanno sentire molto meglio e i due si separano. Joanie ritorna al Lobster Roll, dove Noah le spiega che si trasferì a Montauk poco dopo le nozze di Whitney, confessandole che Cole aveva sempre sospettato che fosse stato Ben a uccidere Alison. Joanie gli confida che ormai anche Cole aveva accantonato quell'idea, lui affermava in continuazione che Alison si tolse la vita perché era pazza, e che lui e Joanie stavano entrambi meglio senza di lei. Noah è convinto che Joanie abbia ereditato il trauma vissuto da Cole e Alison, loro persero un figlio, e il motivo per cui Joanie mette sempre le distanze da Thea e Madeline è perché ha paura di soffrire, infatti sente la loro mancanza solo quando sono lontane da lei, ma quando è insieme alle sue bambine non riesce a manifestare l'amore per loro. Joanie è ancora arrabbiata con sua madre che la abbandonò quando era piccola, quando tornò da lei Cole e Luisa, in segno di pietà, le concessero nuovamente l'affidamento congiunto, e poi è morta perché si è legata nuovamente a un uomo sposato. Noah le spiega che le cose non andarono così: Alison lasciò sua figlia per andare a farsi curare in una clinica, e l'affidamento congiunto lo ha riavuto lottando in tribunale dato che Cole e Luisa non volevano che si riavvicinasse a lei, perché Alison amava Joanie al di sopra di tutto, e quando conobbe Ben non aveva idea che avesse una moglie. Sebbene Joanie avesse sempre creduto che suo padre fosse una persona forte, Noah le fa capire che Cole era un vigliacco, non aveva il coraggio di cambiare, scappava dai problemi invece che affrontarli, invece Alison era una donna coraggiosa, lei desiderava aiutare gli altri e essere una brava madre per sua figlia, affermando che Alison è stata una delle poche persone che lui ha conosciuto che fosse stata veramente in grado di cambiare. Noah le fa capire che un cambiamento a volte richiede anche più di una vita, ma che i figli possono portare a termine ciò che hanno iniziato i loro genitori, le persone hanno paura della morte e quindi cercano sempre di scappare credendo nell'illusione di un nuovo inizio, ma alla fine ciò che vogliono in realtà è avare al loro fianco qualcuno che li conosce veramente, Noah infatti è convinto che anche l'amore, come il dolore, si tramanda di generazione. Joanie trova il coraggio di tornare dalla sua famiglia, mentre Noah va a trovare la tomba della sua amata Helen, che è stata seppellita accanto a Bruce e Margaret, poi Noah le legge una pagina del libro Montauk la cui autrice si rivela essere Stacey, che è diventata una scrittrice come suo padre. Quando Thea e Madeline vedono la loro mamma, corrono da lei e Joanie, per la prima volta, sceglie di non reprimere l'affetto che prova per loro, abbracciandole, poi si scusa con Paul il quale, malgrado tutto, è pronto a perdonarla, e i due si baciano abbracciati dalle loro bambine. 